# Grupo do Escultor
O Grupo do Escultor é um grupo de galáxias perto do pólo sul galáctico. O grupo é um dos mais próximo ao Grupo Local; a distância da Via Láctea para o centro do grupo é de aproximadamente 3.9 Mpc.
A Galáxia do Escultor (NGC 253) e outras galáxias são os limites gravitacionais no centro do grupo. Outras galáxias na periferia podem estar associadas, mas não são os limites gravitacionais do grupo. Como muitas das galáxias neste grupo estão fracamente ligadas pela gravidade, ele aparenta ser um longo filamento.

## Membros
A tabela abaixo lista as galáxias identificadas como membros e associadas ao Grupo do Escultor por I. D. Karachentsev e colaboradores.
| Nome                                        | Tipo        | A.R. (J2000)  | Dec. (J2000)   | Redshift (km/s) | Magnitude |
| ------------------------------------------- | ----------- | ------------- | -------------- | --------------- | --------- |
| IC 1574                                     | IM(s)m      | 00h 43m 03.8s | -22° 14′ 49″   | 363 ± 4         | 15.1      |
| NGC 59                                      | SA(rs)0     | 00h 15m 25.1s | -21° 26′ 39.8″ | 362 ± 10        | 13.1      |
| NGC 247                                     | SAB(s)d     | 00h 47m 08.5s | -20° 45′ 37″   | 156 ± 2         | 9.9       |
| NGC 625                                     | SB(s)m      | 01h 35m 04.6s | -41° 26′ 10″   | 396 ± 1         | 11.7      |
| NGC 7793                                    | SA(s)d      | 23h 57m 49.8s | -32° 35′ 28″   | 227 ± 2         | 10.0      |
| PGC 2881                                    | IABm        | 00h 49m 20.9s | -18° 04′ 32″   |                 | 16.5      |
| PGC 2933                                    | IAB(s)m pec | 00h 50m 24.3s | -19° 54′ 24″   |                 | 16.6      |
| PGC 6430                                    | IB(s)m      | 01h 45m 03.7s | -43° 35′ 53″   | 391 ± 2         | 12.7      |
| Anã Elíptica do Escultor-1                  | dE          | 00h 23m 51.7s | -24° 42′ 18″   |                 | 16.9      |
| Galáxia Anã Irregular do Escultor (PGC 621) | IBm         | 00h 08m 13.4s | -34° 34′ 42″   | 221 ± 6         | 15.5      |
| Galáxia do Escultor (NGC 253)               | SAB(s)c     | 00h 47m 33.1s | -25° 17′ 18″   | 243 ± 2         | 8.0       |
| UGCA 15                                     | IB(s)m      | 00h 49m 49.2s | -21° 00′ 54″   | 295 ± 0         | 15.2      |
| UGCA 442                                    | SB(s)m      | 23h 43m 45.5s | -31° 57′ 24″   | 267 ± 2         | 13.6      |

Note que os nomes dos objetos acima diferenciam-se dos nomes usados por Karachentsev e colaboradores. Os números de: NGC, IC, UGC e PGC estão usados em muitos casos como foi referenciado.

### Galáxias em primeiro plano
A galáxia irregular NGC 55, a galáxia espiral NGC 300 e suas companhias têm sido consideradas como membros deste grupo. Contudo, foram medidas recentemente as distâncias para estas galáxias na região do céu de NGC 55, NGC 300 e companheiras, demonstrando que estas não estão associadas fisicamente ao Grupo do Escultor.